# Губайдуллин, Ринат Шайхуллович
Ринат Шайхуллович Губайдуллин (род. 21 июня 1960) — депутат Государственной думы четвёртого и пятого созыва. Заслуженный экономист Республики Татарстан.

## Биография
Родился 21 июня 1960 года в городе Зеленодольске Татарской АССР. Окончил Казанский государственный финансово-экономический институт имени Куйбышева в 1986 году.

### Образование и работа
Трудовую деятельность начал рабочим. Прошёл срочную службу в ВМФ. С 1986 года работал в Агропромышленном комитете Республики Татарстан старшим ревизором-инспектором, главным экономистом отдела, начальником сектора.

### Карьера
- В 1993—1996 годах работал управляющим чекового инвестиционного фонда "Золотой колос", президентом "Татфондбанка".
- С 1996 года — председатель Госкомитета Татарстана по приватизации госимущества. После ликвидации комитета — первый замминистра финансов республики.
- С 1997 года — председатель правления АКБ "БАРС" (Казань).
- С 1998 года — государственный советник при президенте Татарстана по финансовым вопросам.
- В июле 1998 года был утвержден в должности вице-премьера и министра экономики и промышленности Республики Татарстан. В июне 1998 года был избран председателем Совета директоров АО "Татнефть"
- Весной 1999 года был освобождён от должности в правительстве.
- В декабре 1999 года был избран народным депутатом Республики Татарстан.
- 7 декабря 2003 года был избран депутатом Государственной Думы ФС РФ четвертого созыва по Московскому одномандатному избирательному округу №24 (Республика Татарстан). В Госдуме вошел в состав фракции "Единая Россия".
- 2 декабря 2007 года избран депутатом Государственной Думы РФ пятого созыва в составе федерального списка кандидатов, выдвинутого Всероссийской политической партией "Единая Россия".

Ныне — советник генерального директора ЗАО «Агросила групп».

## Семья
Женат, имеет сына.

## Награды
- Орден Почёта (8 ноября 2007 года) — за заслуги в законотворческой деятельности, укреплении и развитии российской государственности[1]